# Brittiska Burma
Brittiska Burma var en koloni och provins (lieutenant-governorship) i brittiska Indien, på västkusten av det sydostasiatiska fastlandet, omfattande det forna oberoende konungariket Burma och den forna provinsen British Burma, som den brittisk-indiska regeringen förvärvade genom krigen 1826 och 1852. Det indelades i Övre Burma, Nedre Burma och de blott ofullständigt organiserade Shanstaterna (Shan states).
Brittiska Burma bildades genom en serie kolonialkrig mot Konbaungdynastin, 1824-1886. I och med det Tredje anglo-burmesiska kriget 1885 var hela Burmas territorium under brittiskt välde.

## Förvaltning
Burma utgjorde en del av brittiska Indien och styrdes av en lieutenant-governor som först tillsattes 1897, samt ett lagstiftande råd på nio ledamöter, av vilka 5 var ämbetsmän. 1900 inrättades en överdomstol för provinsen med en överdomare och tre domare. Dessutom fanns två superintendenter för Shanstaterna, en för de norra och en för de södra. I Burma fanns 41 på engelskt sätt organiserade stadssamhällen (municipal towns), varav 14 i Övre Burma. År 1900 uppgick inkomsterna till 70 miljoner. och utgifterna till 45 miljoner rupier.

## Befolkning
Befolkningen, som räknas till indokineserna, utgjordes huvudsakligen av burmeser, vidare av karenerna i skogs- och bergstrakterna i Nedre Burma, arakanerna i Arakanbergen, kakhyerna eller kakuerna vid övre Irrawaddy upp till Tibets gräns samt shan och laos i östra Burma. I Burma rådde enligt lagen monogami, som dock icke var konsekvent genomförd. Folket var indelat i sju skarpt åtskilda klasser.
Från 1872, då den första folkräkningen företogs i Nedre Burma, till 1891 växte befolkningen från 2 747 148 till 4 658 627 invånare eller med 2,23 procent om året. Burmanerna bodde mest i byar om mindre än 500 invånare 1891 bodde 57,9 procent i byar med under 200 invånare och 38,4 procent i byar med 200-500 invånare. Av städer med 1 000-2 000 invånare fanns samma år 376, därav 202 i Nedre Burma, med 2 000-3 000 inv. 41, därav 21 i Nedre Burma. 3 000-5 000 invånare hade 21 städer med en sammanlagd folkmängd av 76 565 invånare eller 1,006 procent av hela befolkningen. Samma år fanns 3 887 156 män och 3 740 412 kvinnor, d. v. s. på 1 000 män blott 962 kvinnor; i Nedre Burma var t. o. m. antalet kvinnor på 1 000 män endast 881. 

## Religion
Till religionen var omkring 90 procent av invånarna buddhister. Deras antal 1891 var 6 888 075; närmast i antal kom samma år muslimerna (3,125 procent) med 253 031, hinduerna (2,25 procent) med 171 577, animister (omkring 2 procent) med 168 449 och de kristna (1,25 procent) med 120 768. Kristendomen vann föga utbredning. Till den relativt höga siffran på dess anhängare i Burma bidrog mycket, att däri inräknades avkomlingarna av de portugisiske kolonisterna i Syriam, som blivit deporterade till den gamla burmanska staden Tabayin. Katolsk och baptistisk mission har rönt den relativt största framgångarna.

## Näringsliv
Åkerbruket var huvudnäringen i hela landet och gick oavbrutet framåt. 1899 var i Nedre Burma 6 478 339 acres odlade, i Övre Burma 3 419 703 acres, huvudsakligen med ris, men även vete, majs, sockerrör, te, bomull, tobak och foderväxter odlades i stor skala. Boskapsskötseln var däremot obetydlig, då religionen förbjöd kött (fisk åts dock).
Även gruvindustrin var relativt obetydlig; dock utvanns guld (ur flodsand), silver, bly och järn samt en utomordentligt vit marmor i Shanstaterna. Koppar, tenn och antimon finnas, och kollager ha påträffats av stor utsträckning och mäktighet. Även ädelstenar, särskilt rubiner, har man funnit, men utbytet har hittills varit ringa. Däremot har petroleumindustrien på sista tiden betydligt tilltagit. Den förnämsta industrin var, men därjämte förekom skogs- och skeppsindustri. Handeln förmedlades mest av de stora floderna, i synnerhet Irrawaddy, som är landets sannskyldiga pulsåder. Ris och timmer var de förnämsta exportvarorna, också kateku, bomull och kautschuk var föremål för export. De viktigaste införselvarorna var bomullsgarn, bomulls-, ylle- och sidenvaror, stenkärl, metallvaror, säckar av juteväv, socker,
tobak och spritdrycker.
De förnämsta hamnarna var Rangoon, Akyab, Bassein och Moulmein. 1890 inklarerade 2 619 fartyg om 1 016 373 ton och utklarerade 2 469 om 1 011 880 ton. 1900 fanns omkring 1 200 engelska mil järnvägar.

## Historia

### Första anglo-burmesiska kriget
Genom erövringen av Manipur och Arakan (1784) erhöll det nya burmanska riket sin största utsträckning. Arakans erövrare, Bodawpaya,
flyttade sitt residens från Ava till Amarapura; det var också han, som först bragte Burma i allvarlig förveckling med britterna i Indien. Flyktingar
från Arakan sökte skydd i den angränsande brittiska besittningen Chittagong och gjorde därifrån infall i sitt forna hemland. De förföljdes in på brittiskt område av burmanska trupper, vilka där uppträdde som i fiendeland. Då generalguvernören sir John Shore 1795 utlämnade flyktingarna, uppfattades detta i Burma som ett svaghetstecken, och Bodawpaya, som  underskattade britterna makt, lät vid nya gränskonflikter framställa anspråk på
Chittagong och delar av själva Bengalen såsom gamla besittningar under det erövrade Arakan. Hans efterträdare (fr. 1819), Bagyidaw, intog Assam och förföljde såväl därifrån som från Manipur sina fiender in i Bengalen, varjämte gränsfreden svårt kränktes även i Chittagong (jan.-febr. 1824). Nu svarade generalguvernören, lord Amherst, med en krigsförklaring, och en här under sir Archibald Campbell sändes sjöledes mot den av Alompra anlagda hamnstaden Rangoon vid Irawadis mynning. Man hade emellertid underskattat klimatets och terrängens svårigheter samt burmesernas motståndskraft. Rangoon intogs visserligen med lätthet (maj 1824), men burmeserna ödelade själva landet, vadan den brittiska hären led brist på livsmedel, samtidigt med att regnperioden hindrade allt framträngande inåt landet och svåra sjukdomar decimerade den brittiska landstigningshären. Emellertid intogs hamnstäderna på Tenasserims kust, burmeserna utdrevs våren 1825
från Assam och Manipur, Arakan ockuperades, och i mars började framryckningen mot Burmas huvudstad. Den starka staden Prome intogs, och burmeserna började underhandla om fred. Ett stillestånd ingicks, men bröts  och först då Campbell stod några dagsmarscher från Amarapura, avslöts 24 februari 1826 fördraget i Yandabu. Kungen av Burma av stod där från alla anspråk på Assam och Manipur, avträdde Arakan och Tenasserim, åtog sig en dryg krigsskadeersättning och lovade emottaga en brittisk resident vid sitt hov. De avträdda provinserna införlivades med Brittiska ostindiska kompaniets besittningar.

### Andra anglo-burmesiska kriget
Fördraget i Yandabu ledde ej till någon varaktig uppgörelse. Den brittiske residenten i Ava, dit Burmas konung 1846 åter förlagt sitt residens, bemöttes med förakt, och köpmännen i Rangoon klagade över ständiga rättskränkningar i strid mot fördragets bestämmelser. Efter inbördes strider inom dynastien, åtföljda av blodiga massakrer, bestegs tronen 1846 av Bagyidaws brorson, Pagan Min, som delade sina företrädares  förakt
för den anglo-indiska makten. Generalguvernören lord Dalhousies föreställningar om Rangoon-köpmännens behandling avisades, ett brittiskt ultimatum följde, och 2 april 1852 började fientligheterna. General Henry Godwin intog Martaban, stormade (14 apr.) den starkt befästa
stora pagoden i Rangoon och erövrade hamnstaden Bassein. Marschen inåt landet fortsattes ej längre än till Prome, efter vars erövring Dalhousie genom en proklamation af 20 dec. 1852 förklarade hela provinsen Pegu för framtiden utgöra en del av det brittiska väldet. Något formligt fredsslut förekom icke. Den nya landvinningen och de 1826 förvärfvade områdena förenades 1862 till provinsen British Burma, där under major Arthur Purves Phayres förvaltning det nydaningsarbetet omedelbart efter krigets slut med energi påbörjades.

### Tredje anglo-burmesiska kriget
Det stympade burmanska riket förföll hastigt. Pagan Min störtades redan 1852 av sin halvbror Mindon Min, vilken 1858 flyttade sitt residens från Ava till Mandalay och 1867 äntligen bekvämade sig till att avsluta ett länge avhandlat handelsfördrag med britterna. Hans styrelse var nyckfull och despotisk, och efter hans död (1878) inträffade vilda tronstrider. Genom intriger uppsattes på tronen Theebaw, som sades vara son av Mindon Min och en lågättad shan-kvinna, och i jan. 1879 mördades under tre dagars hemska massakrer ett stort antal av kungafamiljens övrige medlemmar. Theebaw, som fått en efter burmanska förhållanden synnerligen vårdad uppfostran med undervisning även i engelska, visade sig vara en tyrann, som i september 1884 tillställde en ny, än mera omfattande palatsmassaker. Förhållandet till England blev allt sämre; redan under Theebaws första regeringsår hade dess resident hemkallats från Mandalay, då hans föreställningar blott möttes med hån. I stället sökte Theebaw, liksom förut Mindon Min, att anknyta förbindelser med Frankrike, där Jules Ferrys verksamma kolonialpolitik för tillfället var den rådande.
Den slutliga brytningen med Storbritannien förorsakades av Theebaws tilltag att ådöma Bombay-Burma-handelsbolaget en oerhört hög plikt för ett förment kontraktsbrott 1885. Den brittisk-indiska regeringen sände Theebaw sitt ultimatum 22 okt.; det innehöll krav på att Burma i utrikesärenden för framtiden skulle följa den indiska regeringens råd samt att tvisten med bolaget skulle hänskjutas till skiljedom. Fem dagar efter det Theebaw avvisat britternas ultimatum ångade en brittisk flottilj med trupper under general Harry Prendergast uppför Irrawaddy mot Mandalay, 13 nov. Burmanerna var inte beredda på sådan skyndsamhet och kunde endast göra svagt motstånd. 26 november besatte Prendergast den gamla huvudstaden Ava, och 28 nov. inryckte han i Mandalay. Theebaw gav sig utan villkor fången och internerades i Indien. Nyårsdagen 1886 utfärdade vice-konungen lord Dufferin en proklamation, enligt vilken Theebaws forna rike införlivades med brittiska drottningens indiska besittningar.

### Fortsatt brittiskt styre
Storbritannien gjorde Burma till en provins i Indien 1886 med Rangoon som huvudstad. Det traditionella burmesiska samhället förändrades drastiskt med monarkins fall och separationen av stat och religion. Även om kriget officiellt tog slut efter bara några veckor fortsatte motståndet mot britterna i de norra delarna fram till 1890. Till slut blev britterna tvungna att ödelägga hela byar och utse nya lokala tjänstemän för att få stopp på gerillaaktiviteterna. Samhällets ekonomiska struktur förändrades också dramatiskt. När Suezkanalen öppnades ökade efterfrågan på burmesiskt ris drastiskt och nya landområden öppnades för odling. För att kunna öppna nya marker var emellertid bönderna tvungna att låna pengar av indier (kallade chettiar). Räntorna var höga och ofta tvingades bönderna sälja boskap och land och till och med flytta när de inte klarade av att betala av lånen. En stor del av arbetstillfällena gick till indisk arbetskraft och hela byar blev laglösa när de blev stråtrövare. När den burmesiska ekonomin växte förblev makten och inkomsterna i händerna på ett fåtal brittiska bolag och inflyttad arbetskraft från Indien. Tjänstemän var i stor utsträckning indier och burmeser var även förhindrade att tjänstgöra i armén. Även om landet blomstrade fick folket inte del av de nya tillgångarna.
Vid sekelskiftet hade en nationalistisk rörelse börjat ta form i Young Men's Buddhist Associations (YMBA), efter förebilden KFUM, eftersom det koloniala styret tillät religiösa organisationer. De efterföljdes senare av General Council of Burmese Associations (GCBA) som var sammanbundna med Wunthanu athin eller "nationella föreningar" som växte fram i byar runt om Burma. En ny generation burmesiska ledare kom fram under början av 1900-talet bland de burmeser som tilläts resa till England för att studera juridik. De kom tillbaka med övertygelsen att Burmas situation kunde förbättras genom reformer. Progressiva konstitutionella reformer i början av 1920-talet ledde fram till ett parlament med begränsad makt, ett universitet och ökad autonomi inom den indiska administrationen. Man började även arbeta för att öka andelen burmeser bland de offentliganställda tjänstemännen. I vissa kretsar ansåg man dock att reformerna inte var tillräckliga och att förändringarna inte skedde snabbt nog.

## Självständighet
Under andra världskriget växte den burmesiska frihetsrörelsen i styrka, särskilt sedan japanerna efter erövringen av Burma 1943 erkänt Burmas självständighet. Val till en konstituerande församling ägde rum 1947. År 1948 blev Burma en självständig republik, sedan Storbritanniens parlament godkänt oavhängighetslagen för Burma. 